# Mario & Luigi: Paper Jam Bros.
Mario & Luigi: Paper Jam Bros. ist ein Computer-Rollenspiel. Das Spiel ist der fünfte Teil der Mario-&-Luigi-Serie nach Mario & Luigi: Dream Team Bros. (2013). Es wurde von AlphaDream für den Nintendo 3DS entwickelt und von Nintendo am 3. Dezember 2015 in Japan, am 4. Dezember 2015 in Europa, am 10. Dezember 2015 in Australien und am 22. Januar 2016 in den Vereinigten Staaten veröffentlicht. Es erschien erstmals in Japan am 3. Dezember 2015. In Europa und Australien erschien es am 4. bzw. 10. Dezember 2015, in Nordamerika am 22. Januar 2016. Dort trägt es den Namen Mario & Luigi: Paper Jam. Bei Mario & Luigi: Paper Jam Bros. handelt sich um ein Crossover der „Mario & Luigi“ Reihe mit der Paper-Mario-Serie. Es ist möglich, Amiibo zu verwenden, um spezielle Karten für den Kampf zu erhalten.
Der Nachfolger namens Mario & Luigi: Brothership erschien am 7. November 2024.

## Rezeption
Mario & Luigi: Paper Jam Bros. wurde von der Fachpresse überwiegend positiv aufgenommen. Das deutschsprachige Onlinemagazin 4Players bewertete das Spiel mit 88 von 100 möglichen Punkten und vergab die Marke „Sehr gut“. Computer Bild bewertete das Spiel mit der Note 1,5. Auf der Bewertungswebsite Metacritic hält das Spiel – basierend auf 76 Bewertungen – einen Metascore von 76 von 100 möglichen Punkten.

## Ankündigung
Es wurde am 16. Juni 2015 während des Nintendo Digital Event im Jahr 2015 auf der Electronic Entertainment Expo (E3) angekündigt.

## Verkaufszahlen
In Japan konnte sich das Spiel innerhalb kurzer Zeit nach Veröffentlichung ca. 50.000 Mal verkaufen und blieb damit hinter seinen Vorgängern zurück. So konnte sich der Vorgänger, Mario & Luigi: Dream Team Bros., in derselben Zeit etwa 100.000 Mal verkaufen.